# Orlyval
Orlyval es un metro ligero de tipo VAL de gálibo estrecho situado al sur de París entre la estación de la línea RER B Antony y el Aeropuerto de Orly.

## Historia
Orlyval comenzó a prestar servicio comercial el 2 de octubre de 1991, explotado por la empresa constructora MATRA. Esto explicaría porque el precio del billete es tan elevado (7,20 €). Solo un tercio de las previsiones de tráfico se llevaron a cabo hasta que se arregló el régimen jurídico de Orlyval en diciembre de 1992.
La explotación fue retomada por la RATP. Esta línea tiene una tarificación especial que la excluye del sistema tarifario multimodal Carte Orange. Desde entonces se creó una tarifa infantil a la mitad de precio de la ordinaria.
Con una explotación diaria de 6:00 a 23:00, Orlyval transporta aproximadamente 2,85 millones de pasajeros al año.
El tiempo de recorrido entre la estación de Antony y la estación de Orly 1, 2, 3 es de 7 min, mientras que entre las estaciones de Orly 1, 2, 3 y Orly 4 solo dura 1 min. Este tramo es gratuito.
La línea está equipada con 8 unidades de 2 coches de tipo VAL 206 con una capacidad de 120 pasajeros. Los coches están equipados con megafonía automática que informa sobre el recorrido de la línea y el tiempo de espera entre cada estación en francés, inglés y español.

## Trazado y estaciones
|              | \| Estación \| Correspondencias \| \| ------------ \| ------------------------------------------------------------------------ \| \| Antony \| RER B Bus RATP 196, 286, 297, 395 \| \| Orly 1, 2, 3 \| Terminal Orly 1 y 2 Orlybus \| \| Orly 4 \| Terminal Orly 4; Tranvía T7, bus RATP 183, Orlybus; N22, N31, N131, N144 \| |
| Estación     | Correspondencias |
| Antony       | RER B Bus RATP 196, 286, 297, 395 |
| Orly 1, 2, 3 | Terminal Orly 1 y 2 Orlybus |
| Orly 4       | Terminal Orly 4; Tranvía T7, bus RATP 183, Orlybus; N22, N31, N131, N144 |

- Datos: Q432593
- Multimedia: Orlyval / Q432593